# Bible polyglotte

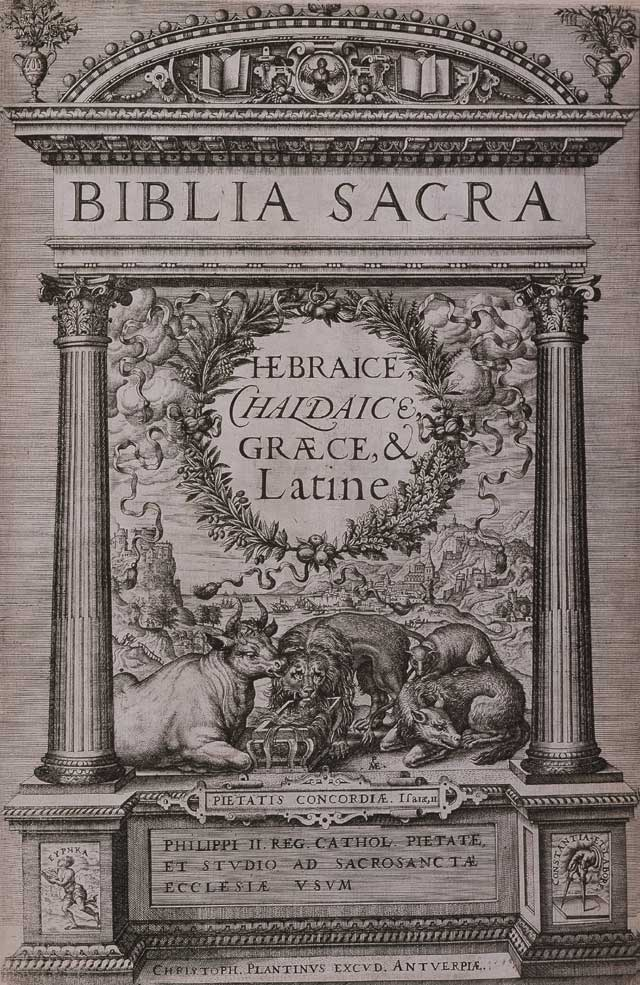
Frontispice de la Bible polyglotte d'Anvers

Une polyglotte est une Bible écrite ou imprimée en plusieurs langues.
Certaines de ces polyglottes sont célèbres :

## LesHexaplesd'Origène d'Alexandrie
Datée d'avant 245, elle présente l'Ancien Testament en six colonnes parallèles, respectivement en hébreu, puis une translittération de l'hébreu en caractères grecs, et quatre traductions en grec (par Aquila de Sinope, Symmaque l'Ébionite, les Septantes et Théodotion). 

## LaPolyglotte d'AlcaláouComplutense
Imprimée entre 1514 et 1517 par Arnao Guillén de Brocar aux frais du cardinal Francisco Jiménez de Cisneros à l'université d'Alcalá de Henares, elle présente l'Ancien Testament sur trois colonnes, en hébreu, latin et en grec (plus une version araméenne du Pentateuque), et le Nouveau Testament en grec et latin.

## LaPolyglotte d'AnversouBiblia Polyglotta
Imprimée par Christophe Plantin entre 1569 et 1572 sous le patronage du roi Philippe II d'Espagne, elle ajoute à la Complutense le syriaque pour le Nouveau Testament et de nouveaux livres de l'Ancien Testament en araméen. L'exemplaire dédicacé par Philippe II à Grégoire XIII a été consulté par Montaigne en 1581, tel qu'il le raconte dans son Journal, à la Bibliothèque apostolique vaticane, où il se trouve toujours.

## LaPolyglotte de Paris
Éditée par Guy Michel Lejay en 1645, elle ajoute l'arabe, le syriaque pour l'Ancien Testament, et l'hébreu samaritain pour le Pentateuque samaritain.

## LaPolyglotte de Londres
C'est la dernière grande Polyglotte, éditée par Brian Walton en 1657, qui complète celle de Paris, en particulier avec une version persane. C'est à cette occasion qu'Edmund Castell produisit son Lexique Heptaglotte en 1669).

## LePsautier de Gênes
Édité en 1516 par Agostino Giustiniani, évêque du Nebbio. Il ne comprend que les Psaumes en hébreu, latin, grec, araméen, et arabe.